# Szczodrak
Szczodrak – przysiółek  wsi Goszcz w Polsce, położony w województwie dolnośląskim, w powiecie oleśnickim, w gminie Twardogóra. Wchodzi w skład sołectwa Goszcz.
W latach 1975–1998 przysiółek należał administracyjnie do województwa wrocławskiego.

## Nazwa
W alfabetycznym spisie miejscowości na terenie Śląska wydanym w 1830 roku we Wrocławiu przez Johanna Knie wieś występuje pod obecnie używaną, polską nazwą Szczodrak oraz zgermanizowaką Schodrok.